# Regulirana profesija
Regulirana profesija profesionalna je djelatnost ili skupina djelatnosti kod kojih su pristup i obavljanje, odnosno način obavljanja djelatnosti na temelju zakonskih, podzakonskih ili drugih akata donesenih na temelju zakonskih ovlaštenja, izravno ili neizravno uvjetovani posjedovanjem određenih stručnih kvalifikacija, kao i profesionalna djelatnost ili skupina djelatnosti kojom se bave članovi strukovnih organizacija s profesionalnim nazivom.
U Republici Hrvatskoj trenutno postoji 187 reguliranih profesija, o kojima podatke vodi Agencija za znanost i visoko obrazovanje.

## Vanjske poveznice
Agencija za znanost i visoko obrazovanje - Baza reguliranih profesija u Republici Hrvatskoj